# Maculphrysus thailandicus
Maculphrysus thailandicus es una especie de coleóptero de la familia Attelabidae.

## Distribución geográfica
Habita en Tailandia.